# Marcel Van De Keere
Marcel Gustaf Van De Keere (ur. 27 kwietnia 1931 w Gandawie, zm. we wrześniu 1994) – belgijski pięściarz. Reprezentant kraju podczas igrzysk olimpijskich w 1952 w Helsinkach. 
Na igrzyskach w Helsinkach wystąpił w turnieju wagi lekkiej. W pierwszej rundzie przegrał z Kevinem Martinem reprezentującym Irlandię.
W latach 1953–1961 stoczył 22 walki zawodowe, używał wówczas pseudonimu Bob Marcel.